# Тенгинская улица (Владикавказ)
Тенгинская улица — улица во Владикавказа, Северная Осетия, Россия. Находится в Затеречном районе между улицами Ларионова и Пашковского. Начинается от Ларионова.

## История
Улица образовалась в середине XIX века. Впервые отмечена на Карте Владикавказа (фрагмент "Карты Кавказского края, 60 — 70-е гг. XIX в.) под названием «Тенгинская улица». Под этим же наименованием встречается в Перечне улиц, площадей и переулков Владикавказа от 1925 года. Называлась в честь 77-го пехотного Тенгинского полка, казармы которого находились на этой улице с 1842 по 1894 год. В этом полку служил русский поэт Михаил Лермонтов.
5 мая 1932 года городской совет переименовал Тенгинскую улицу в улицу Триандафиллова по просьбе местной греческой общины: «Учитывая ходатайство трудящихся греков г. Оджоникидзе, ул. Тенгинскую переименовать с названием Триандафиллова». Названа в честь заместителя начальника штаба РККА Владимира Кириаковича Триандафиллова, погибшего при исполнении служебных обязанностей во время авиационной катастрофы.
В 2005 году Городской совет Владикавказа в память о Тенгинском полке возвратил наименование «Тенгинская улица» участку улицы Триандафиллова к северу от улицы Ларионова до улицы Пашковского.

## Объекты
- Бывшие казармы Тенгинского полка.